# Tribunal interrégional de la tarification sanitaire et sociale
Le tribunal interrégional de la tarification sanitaire et sociale (TITSS) était une juridiction administrative française spécialisée. Compétent en matière de droit de la tarification sanitaire et sociale en France, il jugeait en premier ressort les litiges relatifs à la tarification des prestations des établissements et services de santé, sanitaires et médico-sociaux du statut public ou privé et d’organismes concourant aux soins.
Il a remplacé la commission interrégionale de la tarification sanitaire et sociale en 2002. Ses décisions sont susceptibles d’un appel devant la Cour nationale de la tarification sanitaire et sociale (CNTSS).
Au 1er janvier 2023, il existe cinq tribunaux interrégionaux de la tarification sanitaire et sociale. 
En 2025, les TITSS et la CNTSS disparaissent après avoir fusionné avec les juridictions administratives de droit commun.

## Historique
Le tribunal interrégional de la tarification sanitaire et sociale a remplacé la commission interrégionale de la tarification sanitaire et sociale en 2002.

### Fusion avec les juridictions administratives de droit commun (2023)
La loi du 20 novembre 2023 d’orientation et de programmation du ministère de la Justice pour 2023-2027 pour transfère le contentieux de première instance et d’appel de la tarification sanitaire et sociale aux juridictions administratives de droit commun.
Dans son avis sur le projet de loi, le Conseil d’État relève que le gouvernement « met en avant les difficultés rencontrées pour composer ces juridictions en raison du manque de disponibilité des magistrats et des échevins, ainsi que l’importance croissante des questions purement juridiques, au détriment des questions d’appréciation qui justifient plus particulièrement la participation d’échevins issus du milieu sanitaire et social ». En outre, il relève que « la procédure devant ces juridictions est devenue obsolète » car « aucune des mesures de modernisation de la procédure devant la juridiction administrative […] ne leur est applicable ». Enfin, le gouvernement relève que « le contentieux de la tarification sanitaire et sociale est en diminution constante depuis 2014 et le nombre de litiges, désormais inférieur à 200 par an pour les TITSS et inférieur à 50 pour la CNTSS, ne justifie plus l’existence d’une juridiction spécialisée ».
À la fois conseiller juridique du gouvernement et gestionnaire de l’ordre juridictionnel administratif, le Conseil d’État a rendu un avis favorable au transfert ainsi envisagé par le gouvernement. Cette mesure avait été proposée par la mission d’inspection des juridictions administratives en 2020.
Toutefois, afin de maintenir un ressort interrégional en raison de la technicité de ce contentieux et de son faible nombre, seuls quelques tribunaux administratifs (dont le ressort et le nombre sont encore à déterminer) récupéraient la compétence des cinq tribunaux interrégionaux actuels et seule une cour administrative d’appel récupérerait les attributions de la Cour nationale de la tarification sanitaire et sociale. Le Conseil d’État, en tant que juge de cassation de l’ordre administratif, demeure, par nature, le juge suprême des contentieux de la tarification sanitaire et sociale.

## Compétence
Le tribunal est compétent pour les recours dirigés contre les décisions en matière de droit de la tarification sanitaire et sociale en France prises par :
- le représentant de l’État dans le département ;
- le directeur de l’agence régionale de santé[8] et le président du conseil départemental[9], séparément ou conjointement ; et,
- le président du conseil régional et, le cas échéant, par les ministres compétents.

Les décisions attaquées doivent concerner la détermination des dotations globales, des dotations annuelles, des forfaits annuels, des dotations de financement des missions d’intérêt général et d'aide à la contractualisation, des remboursements forfaitaires, subventions obligatoires aux établissements de santé, des prix de journée et autres tarifs des établissements et services sanitaires, sociaux et médico-sociaux de statut public ou privé et d’organismes concourant aux soins,.
Le juge de la tarification est un juge de plein contentieux,,, ayant une compétence d’attribution pour ne pas empiéter sur l’office du juge administratif de droit commun.

## Organisation

### Composition

#### Présidence
Le tribunal interrégional est présidé par un conseiller d’État ou par un membres du corps des tribunaux administratifs et des cours administratives d’appel (TACAA) ayant le grade de président. Il est nommé par le vice-président du Conseil d’État.
Un président suppléant est nommé dans les mêmes conditions.

#### Assesseurs échevins non-professionnels
Le tribunal interrégional est composé d’assesseurs échevins non-professionnels :
- Quatre membres, dont deux titulaires et deux suppléants, sont nommés par le président de la cour administrative d'appel du siège du tribunal au sein d'une liste de huit noms établie par le préfet de région[17].
- Quatre membres, dont deux titulaires et deux suppléants, sont nommés par le président de la cour administrative d’appel du siège du tribunal au sein d’une liste de huit noms proposée à part égale par deux collèges.

Ces collèges comprennent, d’une part, les représentants des organismes gestionnaires d’établissements et services de santé et des usagers de ces établissements au sein de la commission spécialisée de l’organisation des soins de la conférence régionale de la santé et de l’autonomie ; et, d’autre part, les représentants des organismes gestionnaires d'établissements et services sociaux et médico-sociaux et des usagers de ces établissements au sein de la commission spécialisée de la conférence régionale de la santé et de l’autonomie compétente pour les prises en charge et accompagnement médico-sociaux.
Les assesseurs présentent les garanties d’indépendance et d’impartialité nécessaires ; leur compétence ou leur expérience les qualifient particulièrement pour l’exercice de leur mission. Ils sont nommés pour une période de cinq ans renouvelable.

#### Rapporteurs
Les rapporteurs sont choisis soit parmi les membres de la juridiction, soit parmi les membres du corps des tribunaux administratifs et des cours administratives d'appel, du corps des magistrats des chambres régionales des comptes ou les magistrats de l’ordre judiciaire, soit parmi des fonctionnaires et agents publics de catégorie A proposés par le préfet de région.
Ils peuvent aussi être choisis en tant que de besoin au sein d’une liste de personnalités en raison de leur compétence particulière en matière de santé, de sécurité sociale ou d'action sociale établie par arrêté du ministre chargé de la justice et du ministre chargé de la santé et de l’aide sociale.
Les rapporteurs ont voix délibérative dans les affaires qu’ils rapportent.
Les rapporteurs sont nommés par le président du tribunal interrégional pour cinq ans.

#### Commissaires du gouvernement
Les fonctions de commissaire du gouvernement (appelé rapporteur public, depuis 2009, devant les autres juridictions administratives) sont exercées par un ou plusieurs membres du corps des tribunaux administratifs et des cours administratives d’appel, nommés par le président de la cour administrative d’appel du siège du tribunal.

### Liste et ressort
Le siège et le ressort des tribunaux interrégionaux de la tarification sanitaire et sociale institués par l’article R351-2 du code de l’action sociale et des familles sont ainsi fixés :
- Bordeaux : Aquitaine, Languedoc-Roussillon, Limousin, Midi-Pyrénées, Poitou-Charentes ;
- Lyon : Auvergne, Corse, Provence-Alpes-Côte d'Azur, Rhône-Alpes ;
- Nancy : Alsace, Bourgogne, Champagne-Ardenne, Franche-Comté, Lorraine, Nord-Pas-de-Calais, Picardie ;
- Nantes : Basse-Normandie, Bretagne, Centre, Haute-Normandie, Pays de la Loire, Saint-Pierre-et-Miquelon ;
- Paris : Île-de-France, Guadeloupe, Guyane, Martinique, Réunion.

À noter qu’à la version en vigueur le 1er janvier 2023, le législateur n’a toujours pas tiré les conclusions de la réforme territoriale de 2014 qui a modifié le nombre, la délimitation et le nom des régions. En conséquence, l’article R351-2 du code de l’action sociale et des familles mentionne les anciennes appellations des régions, telles qu’elles existaient lors de la dernière modification de l’article, en 2006.
Depuis le 1er avril 2012, le greffe des audiences et l’exécution des actes de procédure sont assurées par les agents des cours administratives d’appel et, pour le tribunal interrégional de la tarification sanitaire et sociale de Paris et la Cour nationale de la tarification sanitaire et sociale, par les agents de la section sociale du Conseil d’État.

## Procédure

### Dépôt du recours
Les recours peuvent être introduits par toute personne physique ou morale intéressée, par les organismes de sécurité sociale, par le directeur général de l’agence régionale de santé et par le représentant de l’État dans le département où a son siège l’établissement ou le service dont la tarification est contestée.
Les recours sont dispensés de ministère d’avocat. La procédure est écrite (sur papier) car les téléprocédures n’ont pas été adaptées au contentieux de la tarification sanitaire et sociale.

### Instruction et délibéré
L’instruction de l’affaire est dirigée par le président. L’affaire est présentée par un rapporteur à une audience, au cours de laquelle les parties peuvent présenter des observations orales, avant que le commissaire du gouvernement ne rende ses conclusions.
En cas de partage égal lors du délibéré, la voix du président est prépondérante.

### Recours contre le jugement
Les appels contre les jugements d’un tribunal interrégional sont portés devant la Cour nationale de la tarification sanitaire et sociale puis, en cassation, devant le Conseil d'État.